# 周于仁
周于仁，字純哉，號仙山，四川安岳人，清朝官員。
康熙四十七年（1708年）戊子科舉人。雍正十一年（1733年）由福建將樂知縣陞任澎湖通判，於乾隆元年（1736年）告病卸事。著有《澎湖志略》一書。